# Cymatura bizonata
Cymatura bizonata es una especie de escarabajo longicornio del género Cymatura, tribu Xylorhizini, subfamilia Lamiinae. Fue descrita científicamente por Quedenfeldt en 1881.
La especie se mantiene activa durante los meses de marzo, septiembre, octubre, noviembre y diciembre.

## Descripción
Mide 19-30 milímetros de longitud.

## Distribución
Se distribuye por Angola, Guinea Ecuatorial, Malaui, República Democrática del Congo, República del Congo y Tanzania.